# Lublin R.X
Lublin R-X – polski samolot towarzyszący i rajdowy marki Lublin z okresu międzywojennego.

## Historia
W grudniu 1927 roku w biurze konstrukcyjnym Zakładów Mechanicznych Plage i Laśkiewicz na własne ryzyko opracowano projekt samolotu towarzyszącego zgodnie z obowiązującymi wówczas wymogami polskiego lotnictwa wojskowego. Konstruktorem tego samolotu był inż. Jerzy Rudlicki. Otrzymał on oznaczenie Lublin R-X. W myśl założeń projektu miał on wykonywać zadania rozpoznawcze, łącznikowe, mógł również być samolotem pocztowym.
W 1928 roku wykonano egzemplarz prototypu do badań statycznych oraz egzemplarz do prób w locie. Wtedy to zainteresował się nim Departament Aeronautyki Ministerstwa Spraw Wojskowych. Próby statyczne prototyp przeszedł w grudniu 1928 i styczniu 1929 roku. Prototyp do prób w locie już ze znakami wojskowymi został oblatany 1 lutego 1929 roku.
Podczas prób w locie prototyp spisywał się dobrze. Próby wykonywano z podwoziem kołowym jak również z nartami. Samolot w locie wykazywał dużą zwrotność, dobre własności pilotażowe, a także startował i lądował na z niewielkich powierzchni. Mógł być również hangarowany w małych pomieszczeniach oraz transportowany po szosach po złożeniu skrzydeł. Zastosowano w nim tłumiki na rury wydechowe silnika, co znacznie wyciszyło jego pracę, tak że samolot Lublin R-X lecący na wysokości 200 – 300 m był prawie niesłyszalny z ziemi. 
W marcu 1929 roku samolot Lublin R-X został poddany próbom w Instytucie Badań Technicznych Lotnictwa w Warszawie, które potwierdziły jego zdolność do wykonywania akrobacji lotniczych. Po tych badaniach dowództwo polskiego lotnictwa wojskowego złożyło zamówienie na 5 samolotów serii informacyjnej, którą oznaczono jako Lublin R-Xa.
Seria informacyjna została wykonana w zakładach Plage i Laśkiewicz w lecie 1929 roku i wyposażono je w tylnej kabinie w obrotnice dla karabinu maszynowego. Skierowano je do prób eksploatacyjnych w pułkach lotniczych. Pomimo jednak dobrych wyników tych prób, nie podjęto ich dalszej produkcji dla wojska wobec opracowania przez inż. Jerzego Rudlickiego nowego samolotu Lublin R-XIII, który miał lepsze osiągi.
Po wykonaniu serii informacyjnej dla lotnictwa wojskowego, w zakładach Plage i Laśkiewicz wykonano jeszcze jeden egzemplarz samolotu Lublin R-Xa w wersji rajdowej. W wersji tej wyposażono go w zbiornik paliwa pozwalający na 15-godzinny lot. Każdy cylinder silnika tego samolotu miał indywidualną rurę wydechową. Samolot ten później jeszcze raz zmodernizowano, wprowadzając w nim jeszcze większy zbiornik paliwa pozwalający na 18 godzinny lot, silnik otrzymał pierścień Townenda i śmigło metalowe, koła osłonięto owiewkami. Tak zmodernizowany samolot otrzymał oznaczenie Lublin R-Xa bis.
Łącznie zbudowano 7 samolotów Lublin R-X, wliczając w to prototyp.

## Użycie w lotnictwie

### Lotnictwo wojskowe

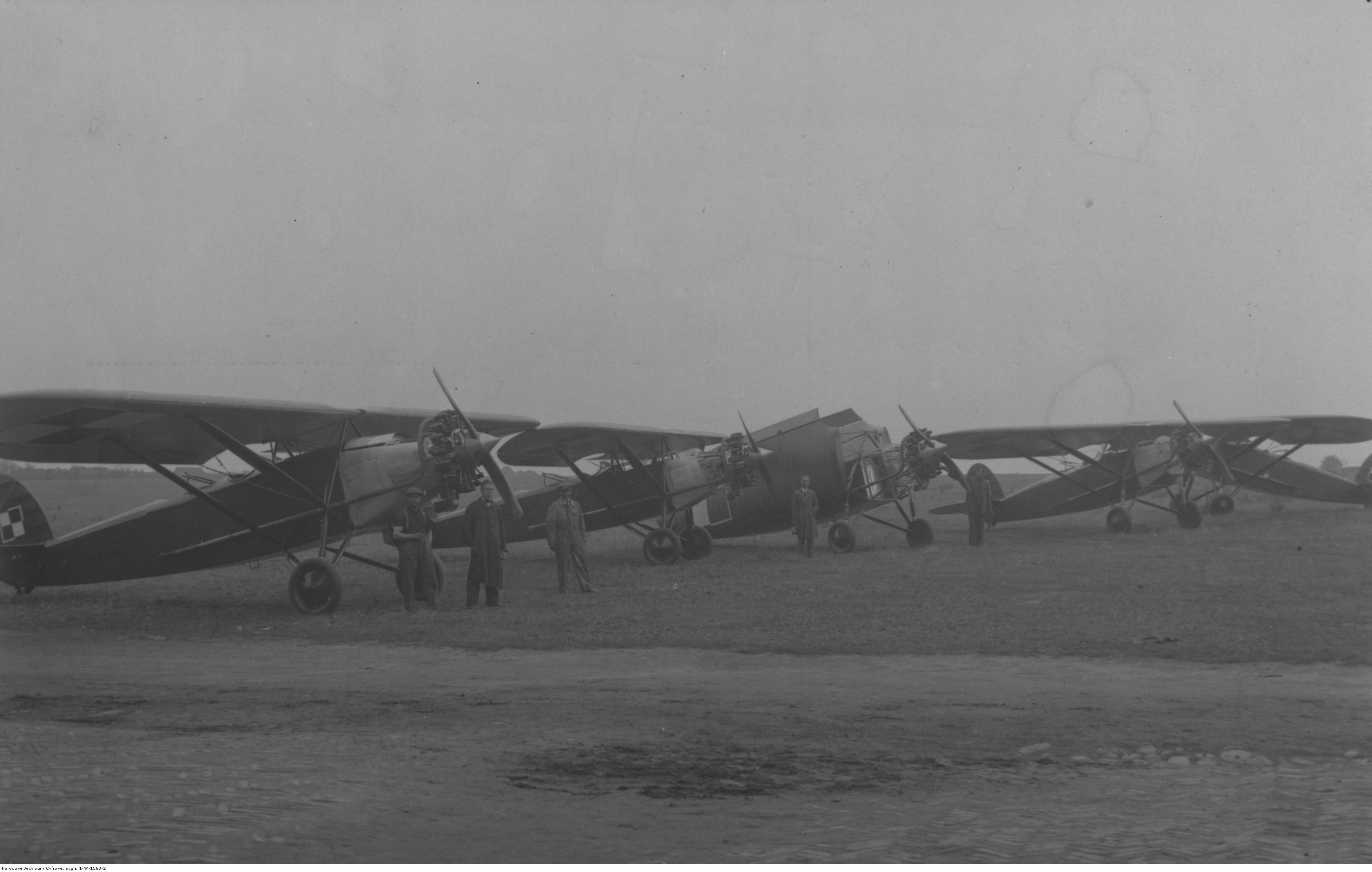
Pięć seryjnych samolotów Lublin R-Xa w 1930 r.

Po wykonaniu serii informacyjnej samolotów Lublin R-Xa, samoloty te zostały skierowane do prób eksploatacyjnych w 2, 4 i 6 pułku lotniczym, skąd pod koniec 1929 roku zostały przekazane do 2 pułku lotniczego w Krakowie oraz do Centrum Wyszkolenia Lotnictwa w Dęblinie.
W 1931 roku 3 samoloty Lublin R-Xa zostały przystosowane dla dowódców jako samoloty sztabowe lub łącznikowe. Przebudowa ta polegała na usunięciu z kabiny obserwatora obrotnicy karabinu maszynowego i wyposażeniu jej w wygodny fotel. Samoloty Lublin R-Xa w lotnictwie wojskowym użytkowane były do 1932 roku.

### Loty rajdowe

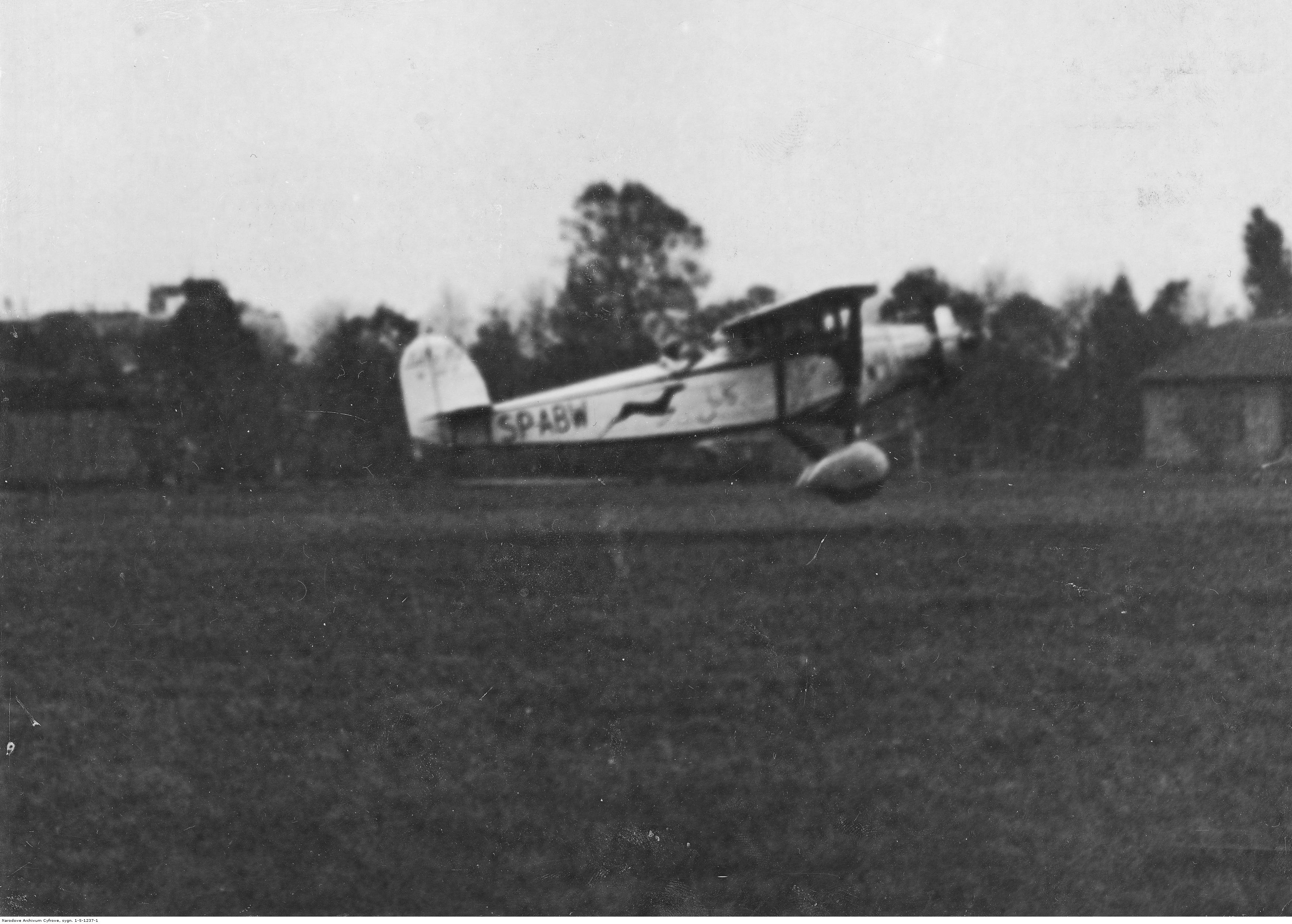
Lublin R-Xa SP-ABW ląduje w Warszawie po rajdzie nad Azją Mniejszą, 24.10.1932 r.

Wersja rajdowa samolotu Lublin R-Xa z cywilnymi znakami rejestracyjnymi SP-ABW została w czerwcu 1929 roku pokazana na Powszechnej Wystawie Krajowej w Poznaniu. 
W dniu 25 sierpnia 1929 roku  mjr. pil. inż. Wacław Makowski i mechanik B. Wieman dokonali na nim przelotu z Poznania do Barcelony bez lądowania o łącznej długości 1800 km. Następnie w dniu 3 września 1929 odbyli nim lot powrotny z Barcelony, z lądowaniem w Paryżu i Poznaniu, do Warszawy.
W dniu 3 lipca 1931 roku załoga: kpt. pil. Stanisław Karpiński i inż. J. Suchodolski na tym samym samolocie dokonali lotu dookoła Polski w czasie 12 godzin i 15 minut bez lądowania i przebyciu trasy o długości 1650 km. Ta sama załoga w dniach 23 września – 7 października 1931 roku dokonała lotu dookoła Europy na trasie Warszawa – Bukareszt – 
Konstantynopol – Rzym – Turyn – Londyn – Warszawa, przelatując odległość 6450 km w czasie 50 godzin. 
Po locie dookoła Europy kpt. pil. Stanisław Karpiński postanowił dokonać jeszcze dłuższego rajdu. W tym celu samolot ten przebudowano, otrzymał on oznaczenie Lublin R-Xa bis i nadano mu nazwę „Srebrny Ptak”. Na tak przebudowanym samolocie kpt. pil. Stanisław Karpiński wraz z mechanikiem sierż. W. Rogalskim w dniach od 2 do 24 października 1932 roku przeleciał trasę z Warszawy przez Stambuł, Aleppo, Bagdad, Teheran do Kabulu i z powrotem przez Teheran, Bagdad, Kair, Jerozolimę, Aleppo, Stambuł, Lublin do Warszawy. Długość trasy wyniosła 14 390 km, a lot trwał 108 godzin i 50 minut. Samolot w czasie tego lotu nie miał żadnych awarii ani uszkodzeń.
Samolot Lublin R-Xa bis został skasowany z powodu zużycia jesienią 1935 roku.

## Konstrukcja
Samolot Lublin R-X był samolotem towarzyszącym i rajdowym, górnopłatem zastrzałowym o konstrukcji mieszanej.
Kadłub o konstrukcji kratownicowej, spawany z rur stalowych i kryty płótnem. Przednia część kadłuba przy silniki kryta blachą duralową. Na przedzie kadłuba na łożu zamontowany był silnik gwiazdowy. Za silnikiem w kadłubie mieścił się zbiornik paliwa o pojemności 250 l, który mógł być awaryjnie odrzucany. Dalej znajdowały się dwie odkryte kabiny, pierwsza – pilota, druga – obserwatora. Kabina pilota była osłonięta wiatrochronem. Obie kabiny były wyposażone w sterownice. Z lewej strony kadłuba były stopnie ułatwiające wchodzenie do obu kabin. Na końcu kadłuba znajdowało się usterzenie klasyczne, spawane z rur stalowych i kryte płótnem. Usterzenie pionowe było dwudzielne, składane podczas transportu lub hangarowania do góry. 
Podwozie klasyczne, stałe, z płozą ogonową, koła wymienne z nartami. Golenie podwozia głównego miały amortyzatory olejowo-powietrzne. 
Płat samolotu miał kształt prostokątno-eliptyczny, konstrukcję drewnianą, dwudźwigarową, kryty był sklejką do przedniego dźwigara, dalej płótnem. Wsparto go na kadłubie za pośrednictwem piramidki i podparty dwiema parami zestrzałów z rur stalowych oprofilowanych blachą duralową. Lotki dwudzielne umieszczono na całej krawędzi spływu płata. Skrzydło można było demontować i mocować wzdłuż kadłuba. Czas demontażu wynosił około 30 min. 
Napęd samolotu stanowił silnik gwiazdowy 9-cylindrowy Wright Whirlwind J5B. 